# Z-7赫尔曼·舍曼号驱逐舰
Z-7“赫尔曼·舍曼”号（德語：Z 7 Hermann Schoemann）是德国国家海军暨战争海军于1930年代中期建造的十六艘1934级驱逐舰的七号舰，得名于在一战中阵亡的原帝国海军佛兰德鱼雷艇区舰队司令、海军上尉赫尔曼·舍曼。该舰于1935年9月7日开始在不来梅的德希马格船厂铺设龙骨，1936年7月16日下水，至1937年9月9日交付使用。
Z-7号在服役生涯中饱受机械问题的困扰，直到1939年9月第二次世界大战爆发时，它仍处于维修状态。接下来的几个月裡，该舰负责掩护其姊妹舰于1939年末至1940年初在英国水域布设进攻性雷区。Z-7号在挪威战役中只充当了次要角色，因为发动机故障限制了它在1940年和1941年大部分时间内的活动。1942年初，该舰被调往德占法国，并成功护送两艘战列舰和一艘重巡洋舰从英吉利海峡冲刺回国。Z-7号随后被转移到挪威，在当地参加了为拦截从苏联返回的QP-8号护航船队而发起的“体育宫行动”，但一无所获。另一次无疾而终的拦截则发生在4月初，使德国人直到月底才对QP-11号护航船队有所斩获。即便如此，对方护航舰艇进行的巧妙防御，阻止了Z-7号和另外两艘驱逐舰击沉一艘以上的苏联货轮。德军指挥官遂中断行动，希望能找到受损的英国轻巡洋舰爱丁堡号。他们在5月2日发现了这艘巡洋舰及其护航驱逐舰；爱丁堡号在Z-7号未及发射任何鱼雷之前便将其击残，迫使后者舰长不久后便被迫下令自沉。该驱逐舰在交战中共有8人阵亡、45人负伤。

## 设计
Z-7“赫尔曼·舍曼”号的水线长和全长分别为114米和119米，有11.3米的舷宽以及最大4.23米吃水深度；其设计排水量为2,171吨，满载时则可达3,110吨。该舰由两台瓦格纳齿轮传动蒸汽轮机提供动力，各负责驱动一副直径为3.25米的三叶螺旋桨。过热蒸汽则由六台瓦格纳水管锅炉供应，这使得它在70,000匹軸馬力（52,000千瓦特）额定功率下的设计航速为36節（67每小時），但在测试期间曾实际以66,000匹軸馬力（49,000千瓦特）的功率达到36.8節（68.2每小時）。Z-7号最多可贮存752吨燃料油，理论上能够以19節（35每小時）的速度的巡航4,400海里（8,100），但实际它在运用过程中重心过高，30%的燃料必须作为压舱物保留在舰内。事实证明，19节航速时的有效行程仅为1,530海里（2,830）。舰只的标准船员编制为10名军官和315名水兵，在担任区舰队旗舰时还可额外增加4名军官和19名水兵。
该舰装备有五门127毫米34式速射炮，架设在带有炮挡的单装炮座上。其中舰艛的前后各有两门采用背负式布置，第五门则安装在后部舰艛的顶端，并从前到后编为1至5号。防空武器由安装在与后部烟囱并排的一对双联装炮座上的四门37毫米30式速射炮和六门单座20毫米30式高射炮组成。此外，该舰还在中心线上的两个四联装动力操纵式底座上安装有八具533毫米鱼雷发射管，每个底座配备一对重新装填装置。四个深水炸弹发射器则安装在艉后部甲板室的侧面，再辅以舰艉两侧的六具单装深水炸弹支架，合共可携带32或64枚炸弹。布雷轨道安装在后甲板，最多可贮存60枚水雷。到1940年3月，舰上还安装了一套称为“群听装置”的被动式水听器用于探测潜艇，并安装了主动式声纳系统。

## 历史
Z-7“赫尔曼·舍曼”号得名于1915年5月1日指挥A-2号鱼雷艇在北欣德滩海战中阵亡的德意志帝国海军佛兰德鱼雷艇区舰队司令、海军上尉赫尔曼·舍曼。它于1935年1月9日由德国国家海军所订购，自同年9月7日开始在不来梅的德希马格船厂铺设龙骨，建造序列为901。该舰于1936年7月16日下水，至1937年9月9日在海军少校埃里希·舒尔特·门廷的指挥下交付使用。随后，它作为第2驱逐支舰队的一份子参加了1937年末的海军演习。1938年7月，Z-7号接待了阿道夫·希特勒及其随员从基尔到埃肯弗德的短途巡航，并参加了8月的海上阅兵以及接下来的舰队操练。海军少校特奥多尔·德特默斯则于10月接替门廷担任舰长。当月，该舰还跟随第2驱逐支舰队陪同装甲舰施佩伯爵将军号前往地中海，并在相继访问了维戈、丹吉尔和休达后归国。从1939年2月到8月，Z-7号在威廉港进行了长时间的改装。
第二次世界大战爆发后，该舰于10月期间在斯卡格拉克海峡巡逻，以查验来往的中立国船舶是否有搭载违禁品。11月12日至13日晚，Z-7号及其两艘姊妹舰计划前往英国海岸附近布设雷区，但它和Z-6“特奥多尔·里德尔”号在遭遇机械故障后不得不返航。该舰与另外两艘驱逐舰于12月18日夜间重新尝试前往亨伯河口布雷，但由于无法确定方位，德国舰只被迫再度放弃出击。12月23日，当Z-7号在亚德湾巡逻时，又因大雾而与其姊妹舰Z-15“埃里希·施泰因布林克”号发生碰撞。该舰于1940年1月和2月都执行了布雷任务，但3月的大部分时间都因机械问题而在接受维修。
在1940年4月“威悉演习行动”的挪威战役期间，Z-7号被编入第二集群，任务是运送第3山地师的第139山地猎兵团与重巡洋舰希佩尔将军号一同攻占特隆赫姆。但在装载部队之前，它的机械再次发生故障，只得由Z-16“弗里德里希·埃科尔特”号接替。作为纳尔维克海战后德国海军驱逐舰部队重组的一部分，Z-7号被编入第6驱逐区舰队。6月，该区舰队奉命在“朱诺行动”中为战列舰沙恩霍斯特号、格奈森瑙号以及重巡洋舰希佩尔将军号提供护航。该行动计划袭击挪威的哈尔斯塔，以减轻德国在纳尔维克驻军的防守压力。相关舰艇于6月8日出击，沿途相继击沉了盟军的运兵船奥拉马号（Orama）、油轮油先锋号（Oil Pioneer）和武装拖网船刺柏号。由于天气恶劣，德军指挥官、海军中将威廉·马沙尔命令希佩尔将军号和全部四艘驱逐舰前往特隆赫姆，并于6月9日上午抵达。两艘战列舰则继续出击，击沉了英国航空母舰光荣号及其两艘护航驱逐舰，但沙恩霍斯特号也在交战中被阿卡斯忒号驱逐舰发射的鱼雷严重击伤。该舰遂由Z-7号、Z-10“汉斯·洛迪”号和Z-15号护送回国接受维修。返德后，Z-7号于6月25日开始了漫长的改装工程，一直持续到1941年2月15日，但其机械问题仍然无法得到彻底解决。

### 1942年
该舰于1941年6月宣布重新投运，并于次月转移至挪威的希尔克内斯。然而，持续的机械问题迫使它在8月返回德国，维修一直持续到1942年1月。1月24日，已换编至第5驱逐区舰队的Z-7号跟随部队从基尔出发前往德占法国，为执行“地狱犬行动”作准备。翌日傍晚，同行的Z-8“布鲁诺·海涅曼”号在比利时海岸撞上了英国布雷舰鸻号布设的两枚水雷后沉没。区舰队将幸存者送往勒阿弗尔并安置上岸，然后于26日抵达布雷斯特。德国舰群于2月11日傍晚离开布雷斯特，在夜间和清晨时段波澜不惊地“冲刺”穿越英吉利海峡。然而到了12日下午，Z-7号与其姊妹舰Z-14“弗里德里希·伊恩”号一同，两次驱离了进犯的英国鱼雷快艇。英国飞机则开始通过对德国舰艇的反复空袭来表明他们的存在。期间Z-7号的舰艉曾多次被来自德国战斗机和（或）澳大利亚皇家空军第452中队的喷火战斗机的20毫米炮击中。当天下午晚些时候，行动指挥官、海军中将奥托·齐里亚克斯登上该舰，因为他的临时旗舰——Z-29号驱逐舰的一门火炮过早引爆而波及至轮机舱，导致其失效。
不久之后，Z-7号与其它四艘驱逐舰一同护送重巡洋舰欧根亲王号和装甲舰舍尔将军号前往特隆赫姆。恶劣天气迫使它和另外两艘驱逐舰在抵达特隆赫姆之前返航，欧根亲王号则在分离后于2月23日遭英国潜艇三叉戟号发射的鱼雷击中并严重受损。3月6日，作为“体育宫行动”的一部分，战列舰提尔皮茨号计划在Z-7号和其它三艘驱逐舰的护航下，攻击返航的QP-8号和出航的PQ-12号护航船队。翌日清晨，齐里亚克斯命令驱逐舰独立搜索盟军船舶，它们偶然发现了从QP-8号掉队、容积总吨为2,815吨的苏联货船伊约拉号（Ijora），并于当天下午晚些时候将其击沉。提尔皮茨号随后与它们会合，继续搜寻盟军船舶，但一无所获，遂于9日驶向费斯特峡湾。
4月9日，Z-7号换编至驻希尔克内斯的第8驱逐区舰队。两天后，它与驱逐舰Z-24号和Z-25号一同出击拦截QP-14号护航船队，但因大雪和低能见度而未能找到任何盟军舰船。三艘舰于4月30日再次出击，拦截西行的QP-11号护航船队和早些时候被德国潜艇U-456号击伤的英国轻巡洋舰爱丁堡号。翌日，它们找到了护航船队，但仅成功击沉了一艘2,847总吨的苏联货船，因为船队的四艘护航驱逐舰通过巧妙的防御，一再拒绝任何舰艇接近。尽管有着明显的火力优势，德军在当天的交战中只对阿玛宗号造成了中等程度的破坏。区舰队司令、海军上校阿尔弗雷德·舒尔策-欣里希斯在近傍晚中止了战斗，并决定继续搜索巡洋舰，这也是他最初的目标之一。5月2日早上，它们发现了爱丁堡号及其护航舰艇，遂接近准备发动鱼雷攻击。然而，巡洋舰却率先开火，第二轮齐射命中了Z-7号的两个轮机舱，导致其瘫痪。驱逐舰转过身去并投下浮式烟幕筒，以期用生成的烟幕作掩护。由于损毁严重，无法返回基地，当船员们准备弃舰之际，Z-7号又遭到英国驱逐舰的袭击，至少再被命中三次。Z-24号和Z-25号救起了约223名幸存者，随后该舰在大致72°20′N 35°05′E / 72.333°N 35.083°E处被其船员凿沉。在德国驱逐舰中断交战后，又有56名官兵被U-88号潜艇救出。Z-7号在战斗过程中共有8人阵亡、45人负伤。